# Goirkese kerk
De Goirkese of H. Dionysiuskerk is een neogotisch kerkgebouw in de Goirkestraat in Tilburg Oud-Noord. Het is, na de Heikese kerk, de oudste kerk van Tilburg en Nederlands' eerste neogotische waterstaatskerk (Willem II-gotiek). Deze kerk, hoewel sober van uiterlijk, bezit een betrekkelijk weelderig interieur.

## Geschiedenis
De aan Dionysius van Parijs gewijde parochie Goirke splitste zich in 1797 af van de oorspronkelijke parochie Tilburg die aan dezelfde heilige was gewijd. 
De Goirkese kerk is thans de hoofdkerk van parochie Peerke Donders, die in 2015 is ontstaan uit een fusie van parochie De Bron (Goirke), De Vlaspit (Enschotsestraat), de Frater Andreas-parochie (Lucaskerk) en de Montfort-parochie.

### Schuurkerk
De herdgang Goirke bezat reeds in 1715 een lemen schuil- of schuurkerk. Bouwpastoor was Walter Coolen. Openlijke uitvoering van de katholieke eredienst was door de Staatse regering verboden. Vanaf 1668 werd echter al provisorisch gekerkt in het nabijgelegen Kasteel van Tilburg. De lemen schuurkerk stortte in 1724 in en werd (meermalen) steviger herbouwd. 
Naast de kerk werd in 1718 een pastorie gebouwd. Vanuit deze pastorie werd ook de schuurkerk in Tilburg zuid (Heike) bediend. Bij de uitbreiding van de pastorie, in 1724, verrees een doophuisje. De pastorie werd in 1927 weliswaar gesloopt, maar het poortgebouwtje (de Norbertijnenpoort) met doophuisje en een beeld van de heilige Dionysius bleven behouden.
De schuurkerk op 't Goirke werd, nadat de openbare eredienst in de Napoleontische tijd opnieuw was toegestaan, ook uiterlijk verfraaid. In 1814 kreeg het een koepeltje met een uurwerk. Deze werd in 1819 vervangen door een heuse toren waarin drie klokken werden gehangen. 

### Huidige kerk
De schuurkerk oogde niettemin armoedig en men wilde een nieuwe kerk. Hiertoe werd de bemiddeling van (prins) Willem II ingeroepen, die in Tilburg verbleef. Het verzoek tot subsidie werd in 1834 door zijn vader gehonoreerd. Het toegekende bedrag was met 25.000 gulden uitzonderlijk hoog.
De huidige kerk werd gebouwd tussen 1835 en 1839. Het is een waterstaatskerk in een vroeg-neogotische stijl die ook wel stukadoorsgotiek of Willem II-gotiek wordt genoemd. Ze is een van de eerste uitingen van neogotiek in Nederland. Uitzonderlijk voor die tijd was bovendien dat de kerk een basiliek was en geen, zoals toen gebruikelijker, zaalkerk of hallenkerk. Er werden kruisribgewelven in de kerk aangebracht die uit stucwerk waren vervaardigd. De gevel was nog grotendeels neoclassicistisch in stijl en werd bekroond met een torentje met koepeldak. Architect was H. Essens, geboren in 1776 en Opziener van Publieke Werken.
In 1902/1903 werd de kerk verbouwd, waarbij de gevel en toren in neogotische stijl werden vernieuwd en de schilddaken boven de zijbeuken werden vervangen door lessenaardaken. 
Een volgende ingrijpende verbouwing vond plaats in 1938, toen het koor werd vervangen door een nieuw koor, een transept en een grote vieringtoren naar een ontwerp van Kees de Bever. Dit alles vond plaats in de traditie van de Delftse School. In de absis werd een schildering aangebracht door Jos ten Horn. 
Men wilde ook het schip vernieuwen, maar dit is ten gevolge van de Tweede Wereldoorlog nimmer gerealiseerd, waardoor dit schip behouden bleef als een van de vroegste voorbeelden van neogotiek in Nederland. In 1966 werd het voorgeveltorentje afgebroken en niet vervangen.

## Interieur
De kerk bezit een zilveren monstrans uit 1715, uitgevoerd in rijke barokstijl en uit de schuurkerk afkomstig. Voorts een 17e-eeuws schilderij, voorstellende Johannes in disco. Uit de eerste helft van de 18e eeuw stammen houten beelden van de heilige Norbertus en Quirinus. Uit het midden van de 18e eeuw dateert een houten beeld van de heilige Barbara. Het Smits-orgel is gebouwd in 1904.
Gedurende de 19e eeuw werd de inventaris uitgebreid met vooral aan de barok refererend meubilair, hetgeen in zekere zin niet overeenkwam met de stijl van de kerk. In de tweede helft van de 19e eeuw kwam daar verandering in door de reeks heiligenbeelden langs de pilaren van de kerk, terwijl omstreeks 1900 ook neogotische zij-altaren werden gebouwd, gewijd aan Maria en aan de Heilige Familie.
In de periode 2008-2015 is het interieur grondig gerestaureerd. Veel schilderingen zijn in hun oorspronkelijke staat teruggebracht. Dit project, onder leiding van Leo Scholten, won de Nationale SchildersVakprijs 2017.

## Pastoors
De volgende pastoors zijn in de Goirkese (schuur)kerk voorgegaan (jaartal vanaf):
Parochie Tilburg:
- 1715	F. Becanus
- 1722	W. Habets
- 1727	A.J.F.J. Coomans
- 1745	T.I. Sprong
- 1777	H.J. Franken

Parochie Goirke:
- 1812	M. Stals
- 1826	W. van der Ven
- 1882	J.B. Bots
- 1915	J.P. Le Blanc
- 1935	C.J.A. Sprengers
- 1952	W. van Beurden
- 1967	H. van Griensven
- 1973	M. Schraven
- 1983	G. van Dieten
- 1984	P. van Deenen
- 1993	K. Koppers
- 1995	H. van Doorn

Parochie De Bron (per 1995):
- 1996	J. Siemons
- 2012	F. Lemmens

(Per 2015 Parochie Peerke Donders)

## Afbeeldingen

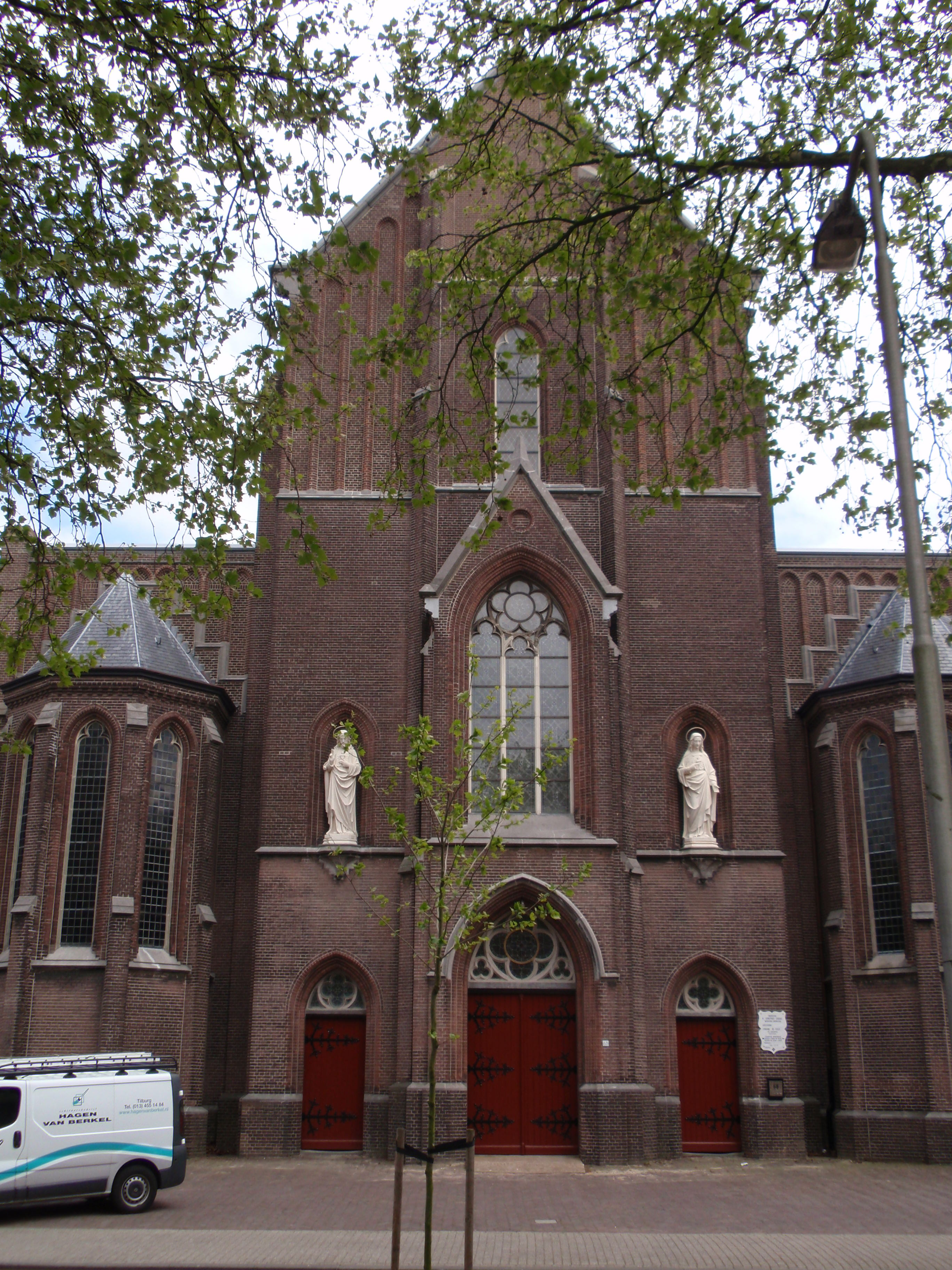
Vooraanzicht
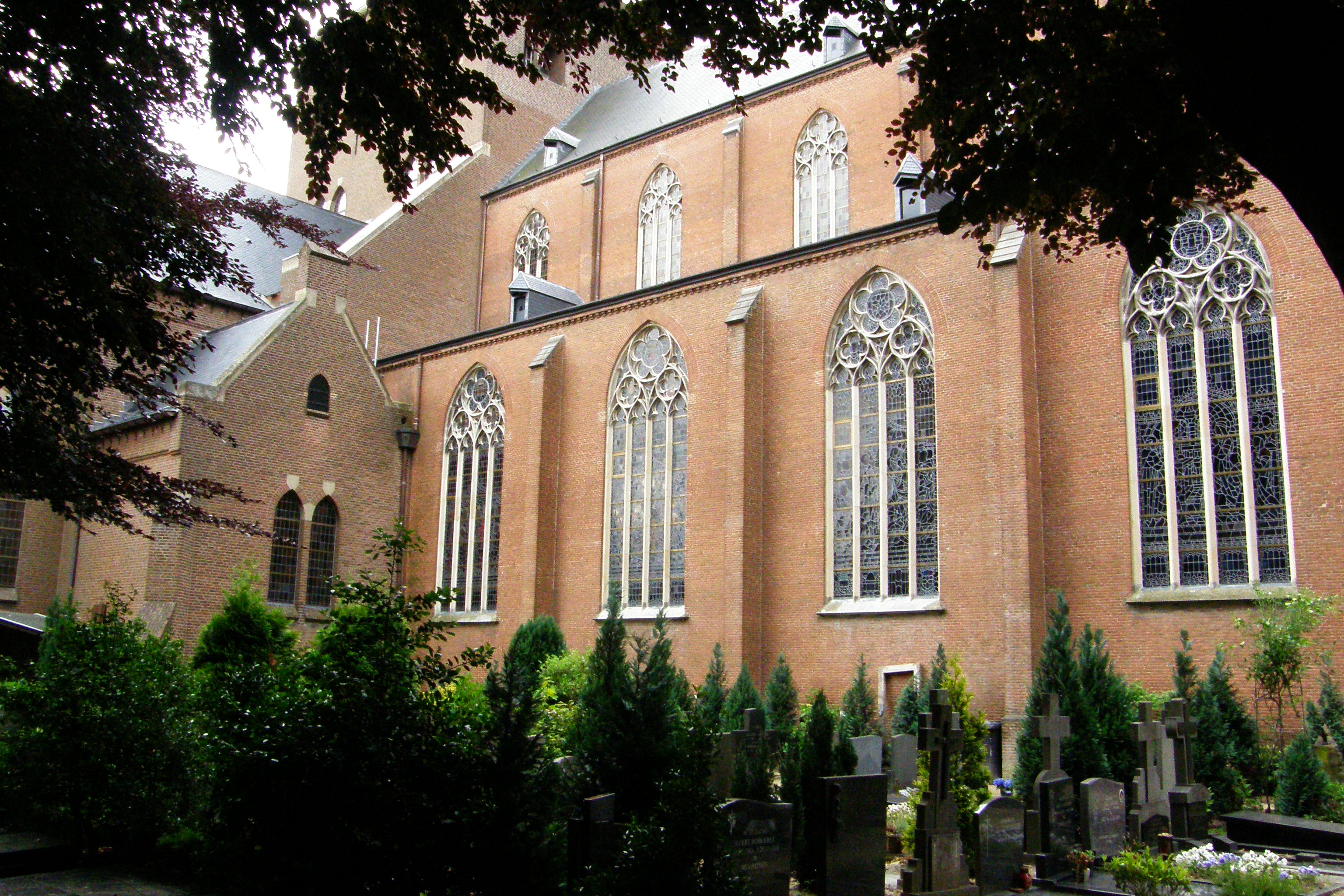
Zijaanzicht
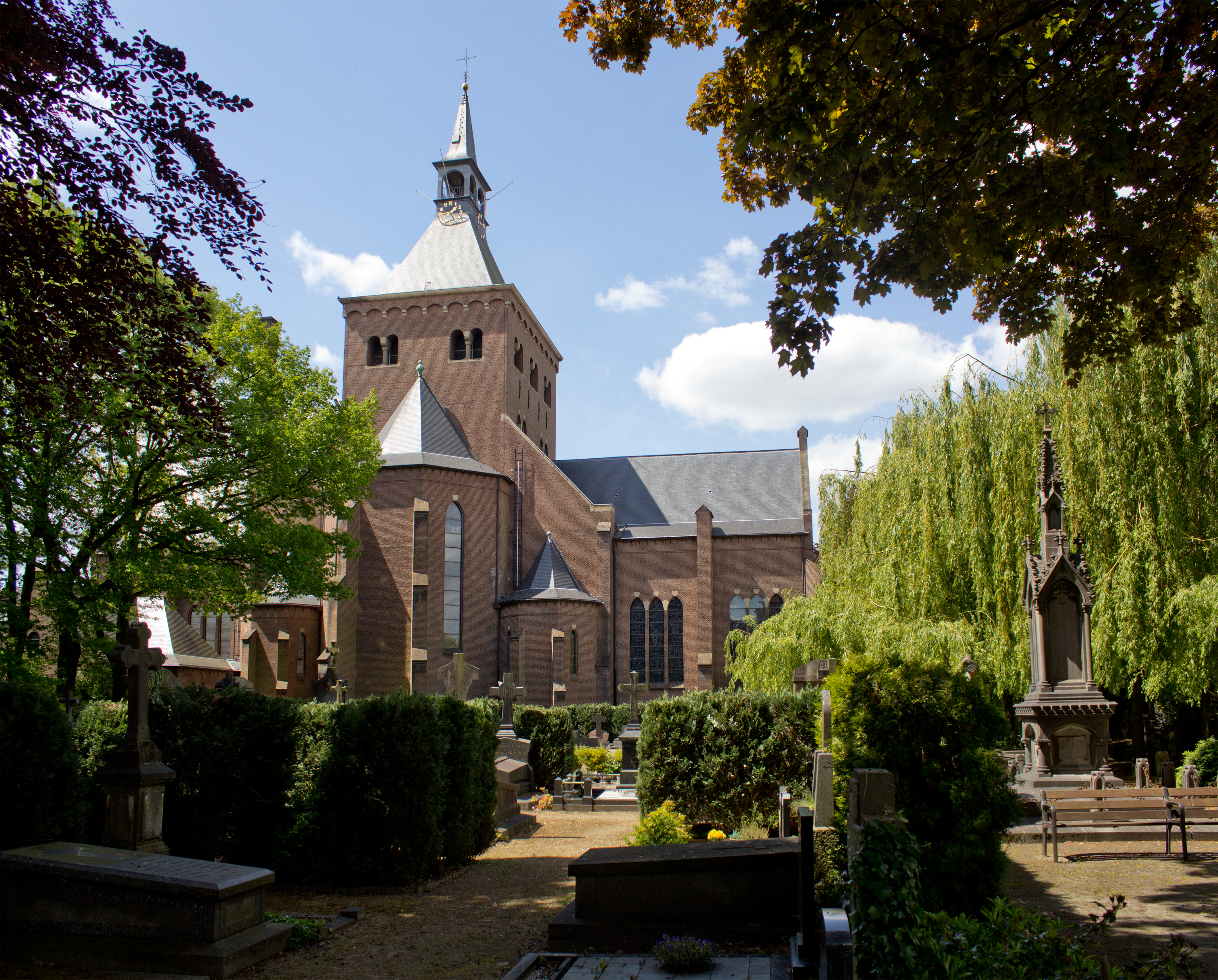
Achteraanzicht
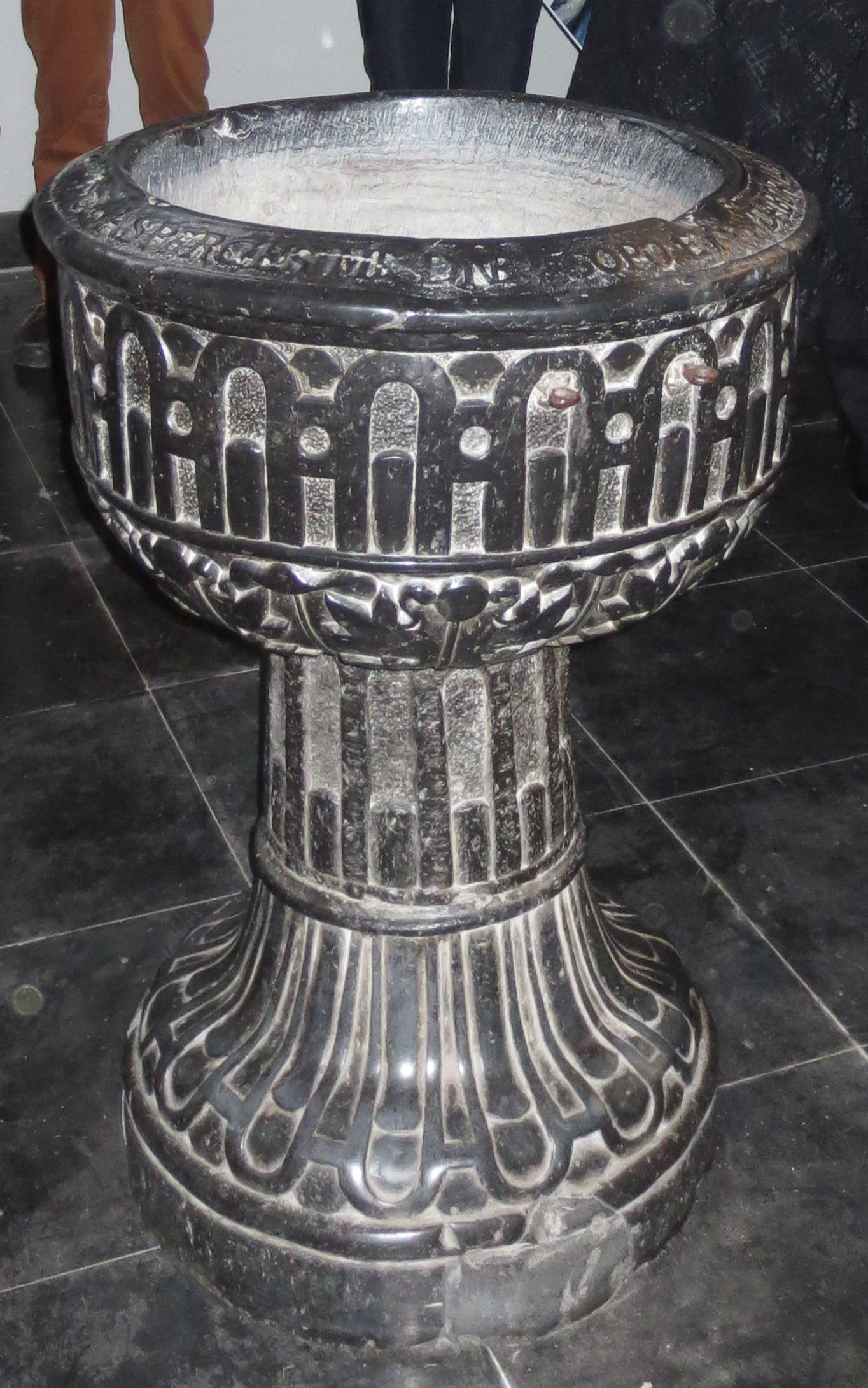
Doopvont, ca 1575
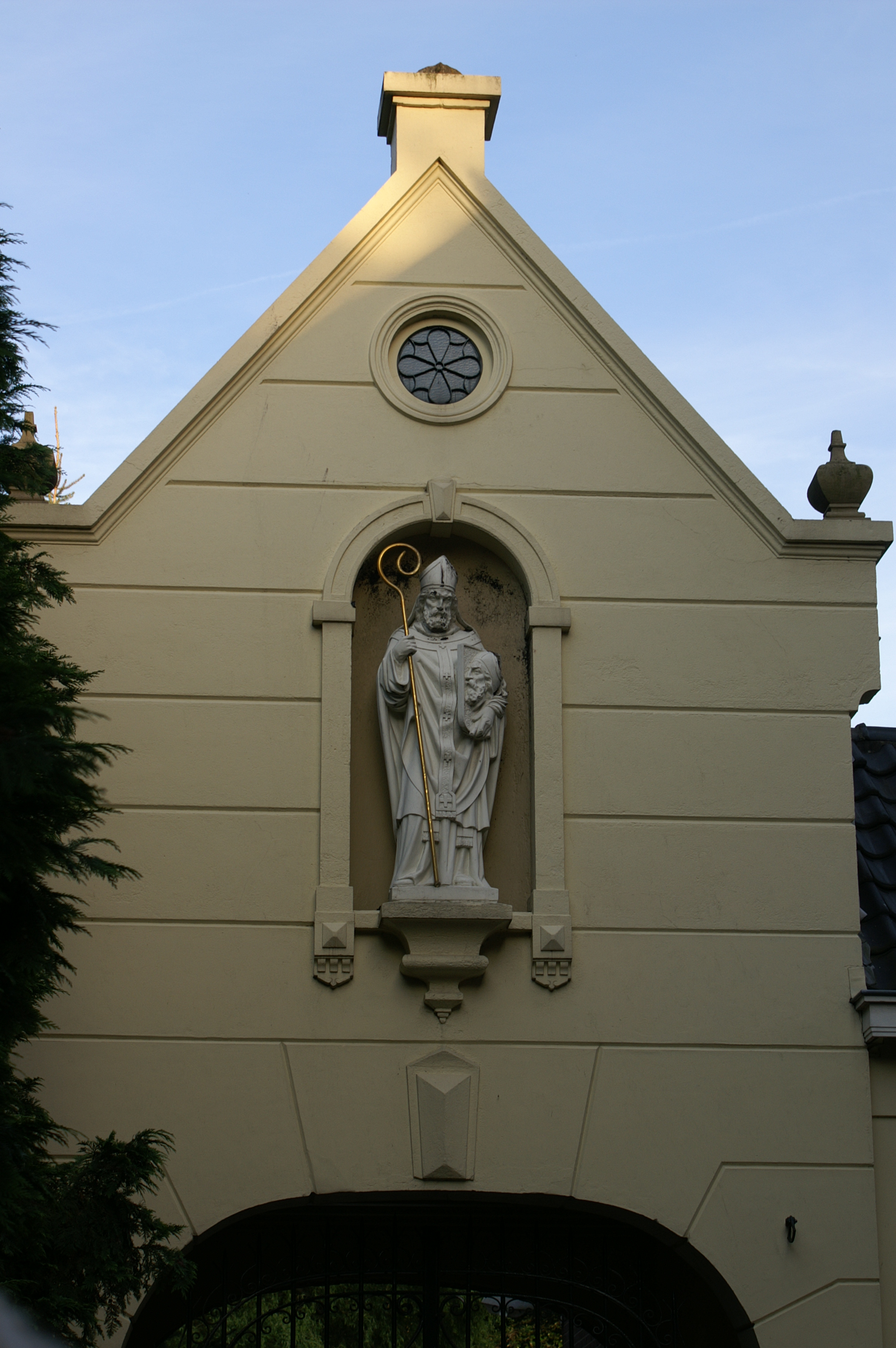
Norbertijnenpoort, 1724
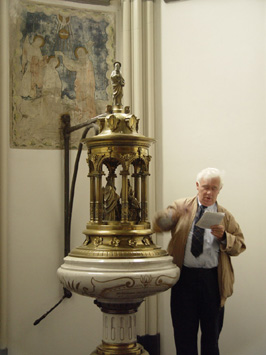
Doopvont, 1876
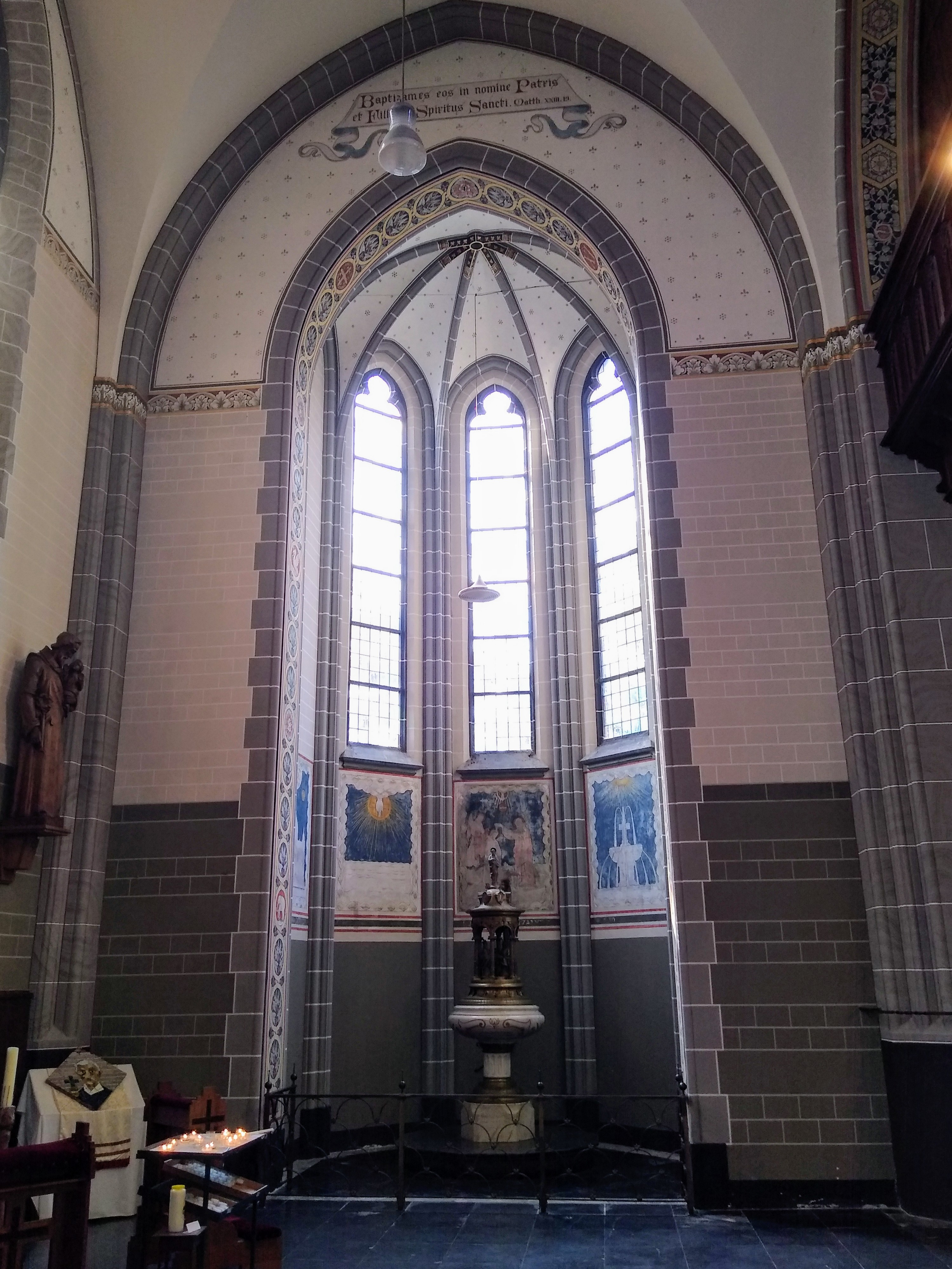
Doopkapel
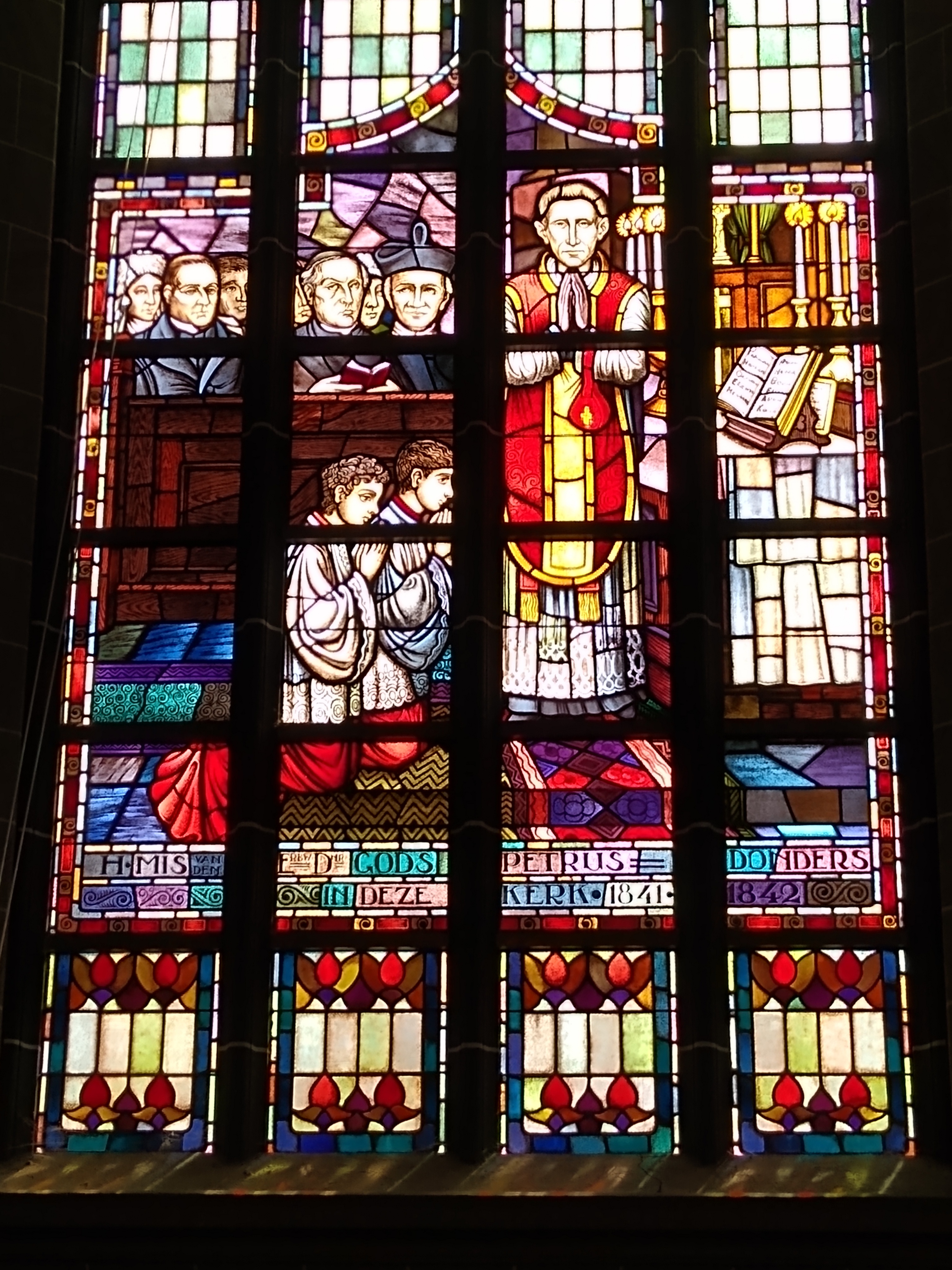
Glas-in-loodraam, 1927
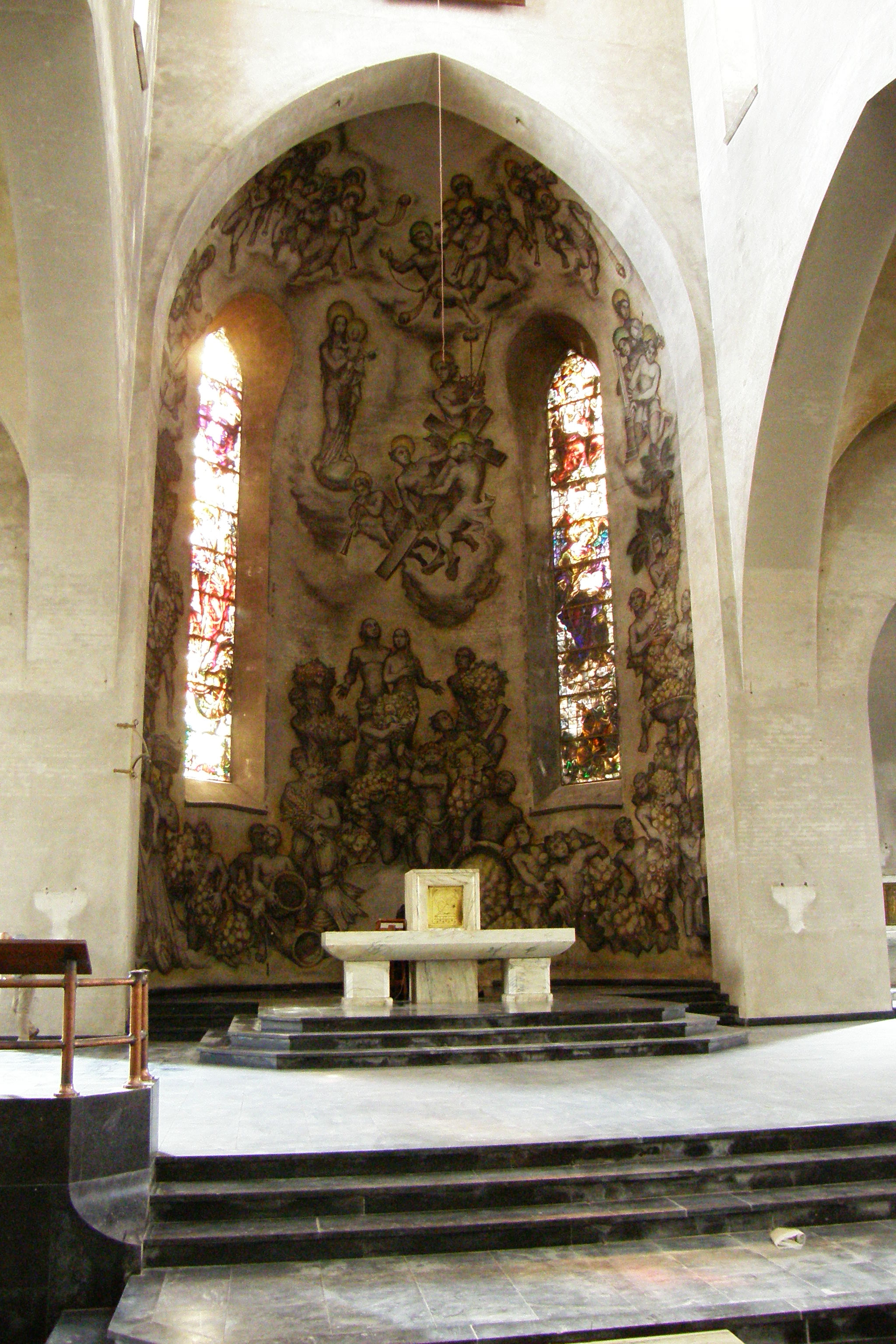
Absis-schildering, 1942
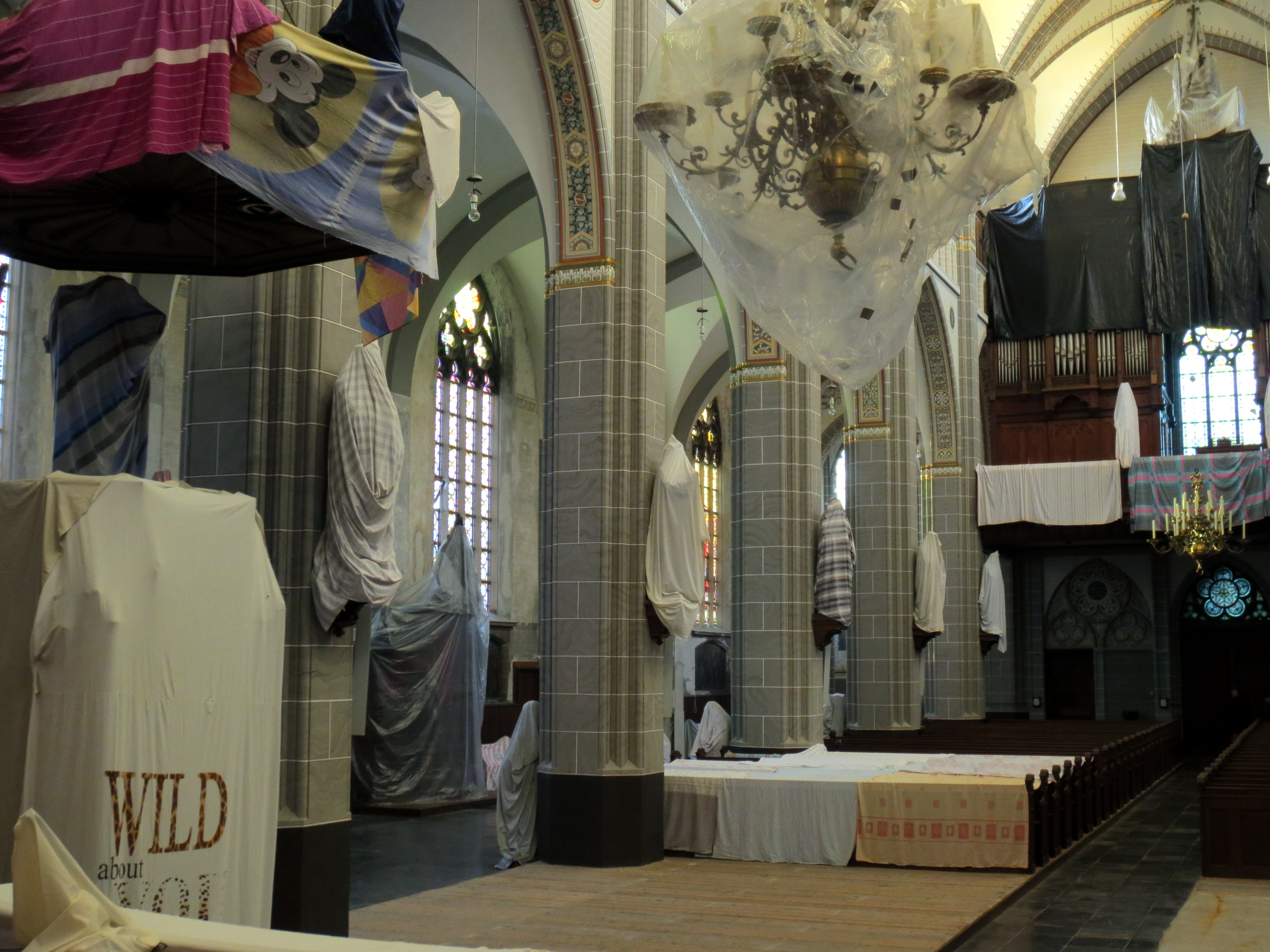
Restauratie 2008-2015
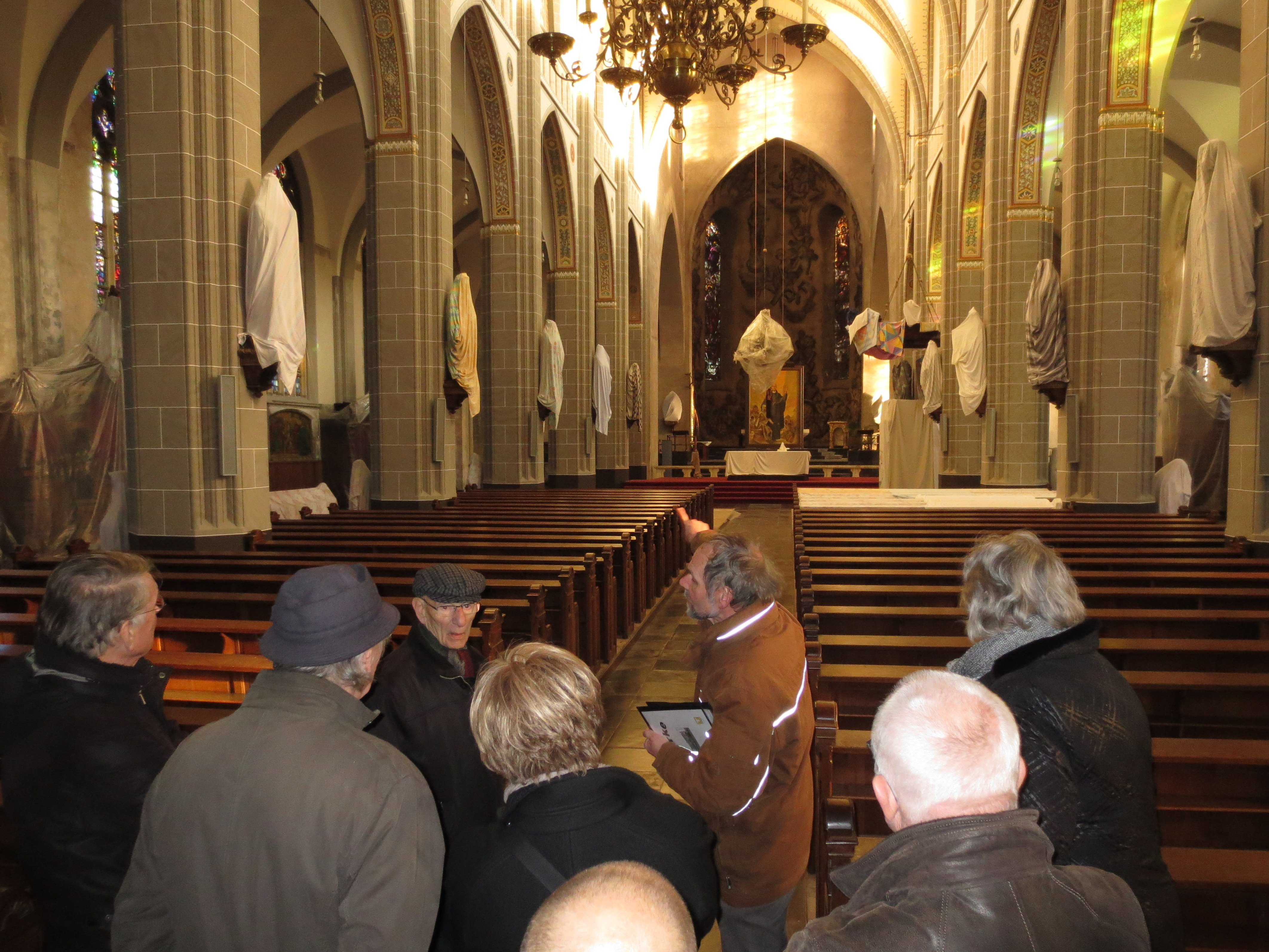
Rondleiding in 2014
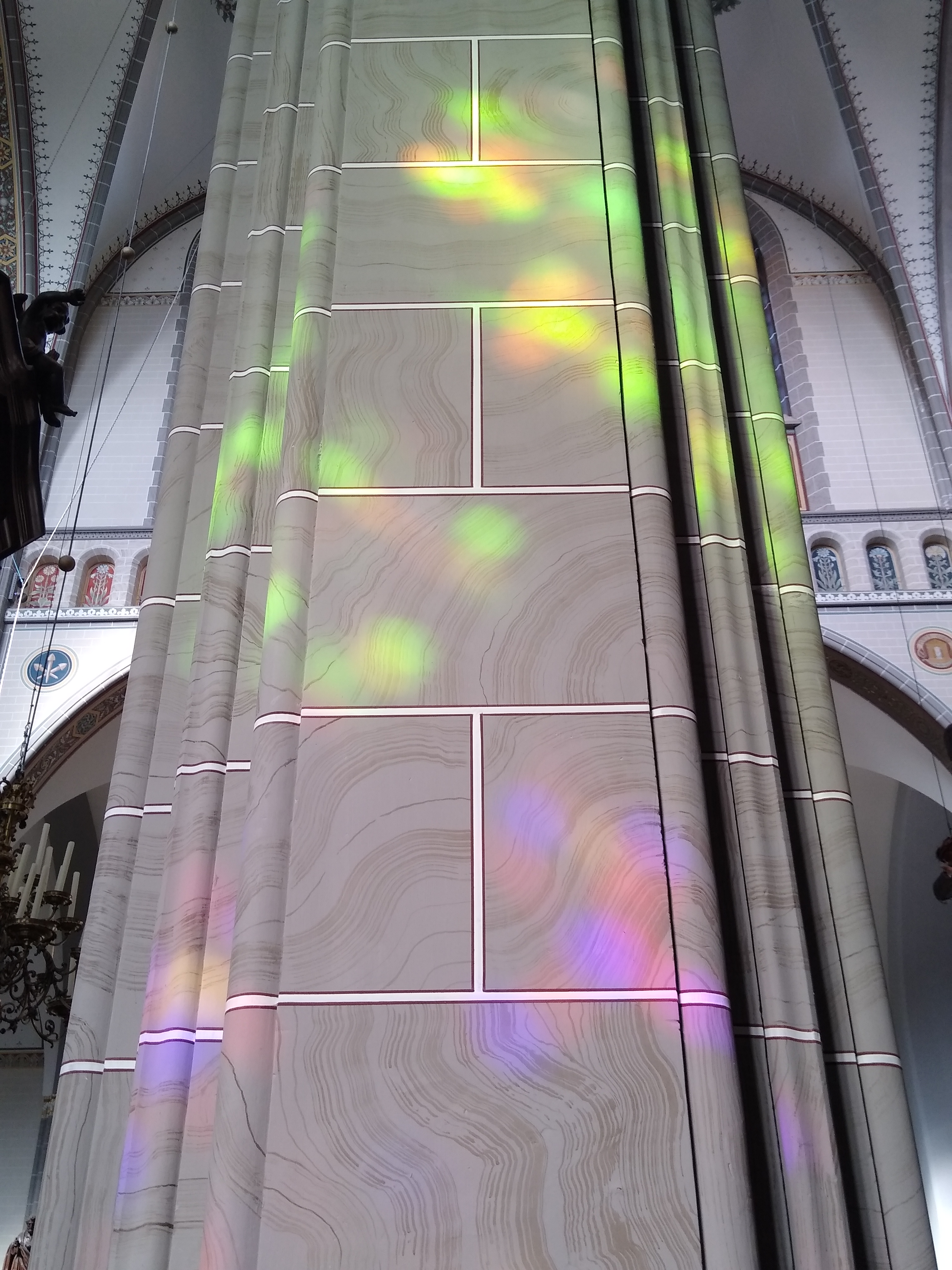
Gemarmerde pilaar
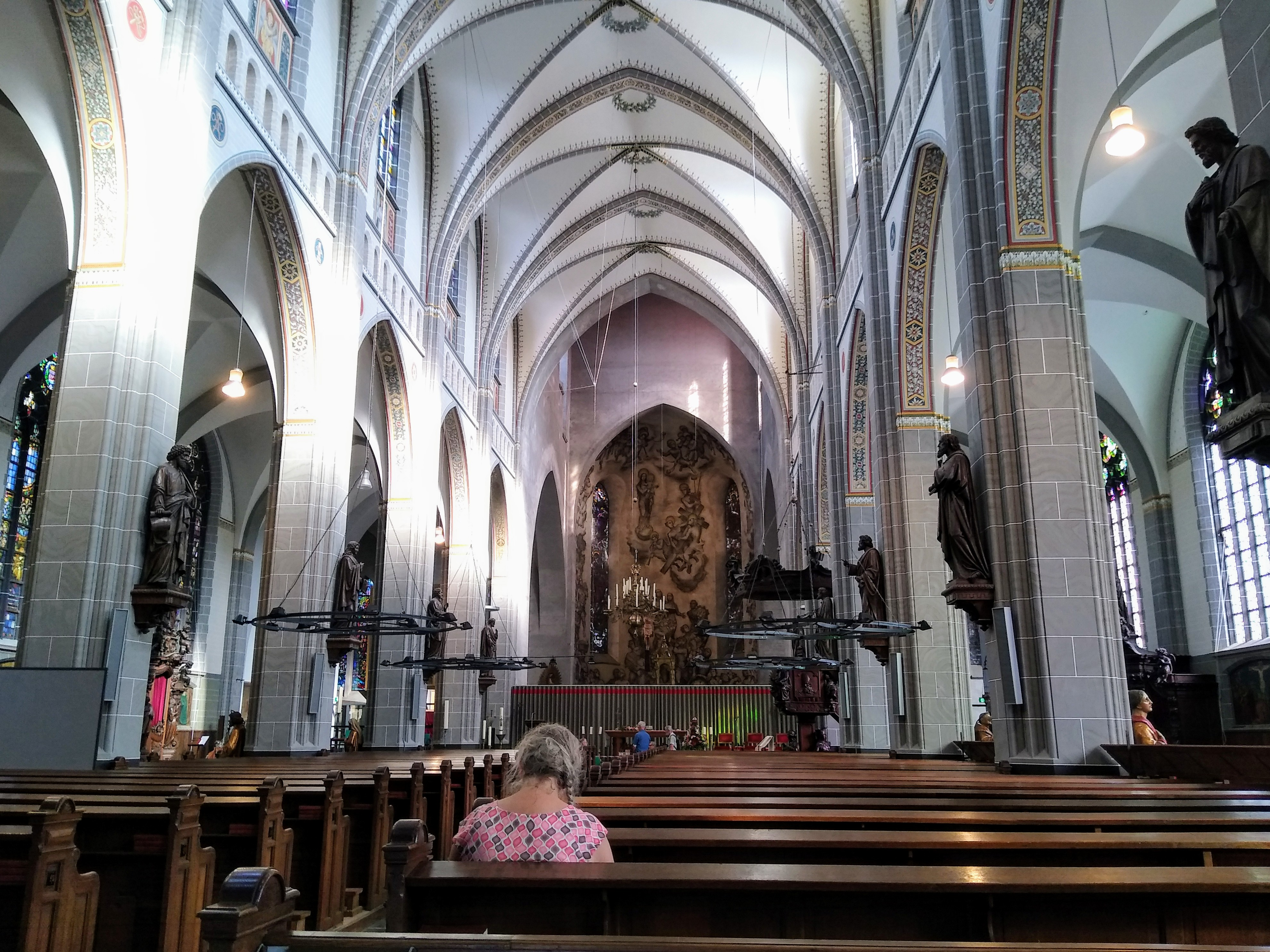
Middenschip na restauratie
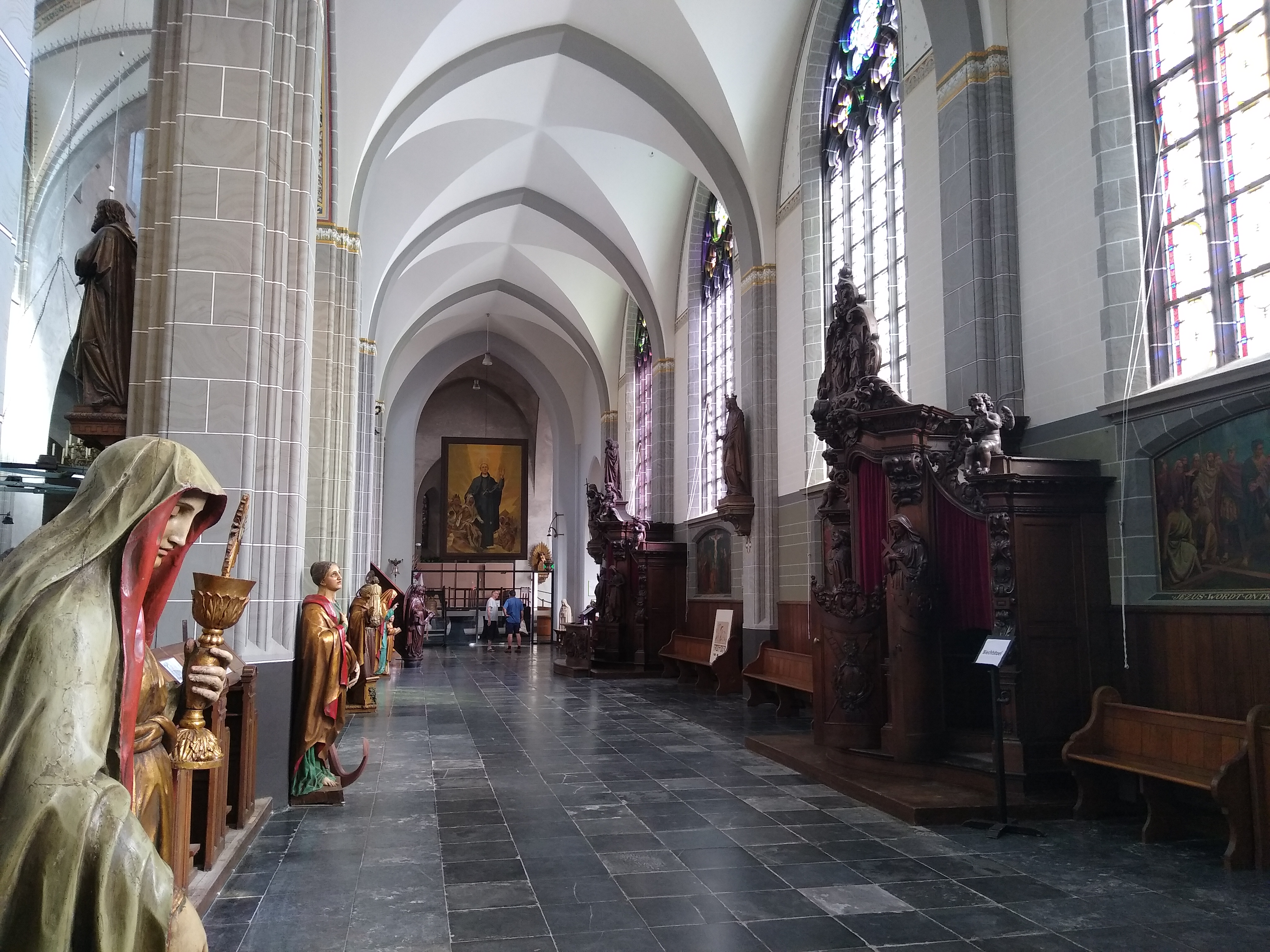
Zuidbeuk
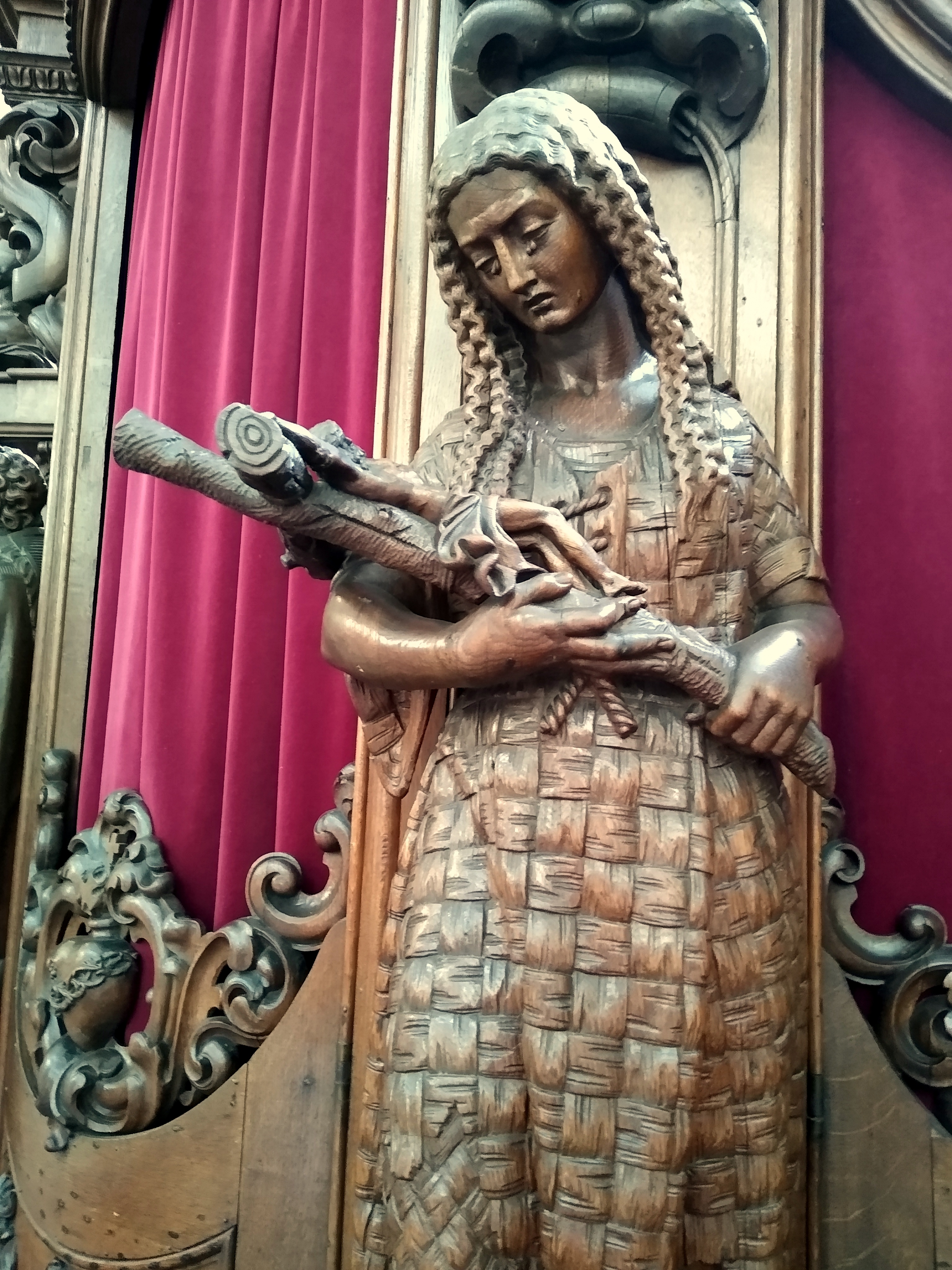
Fragment biechtstoel
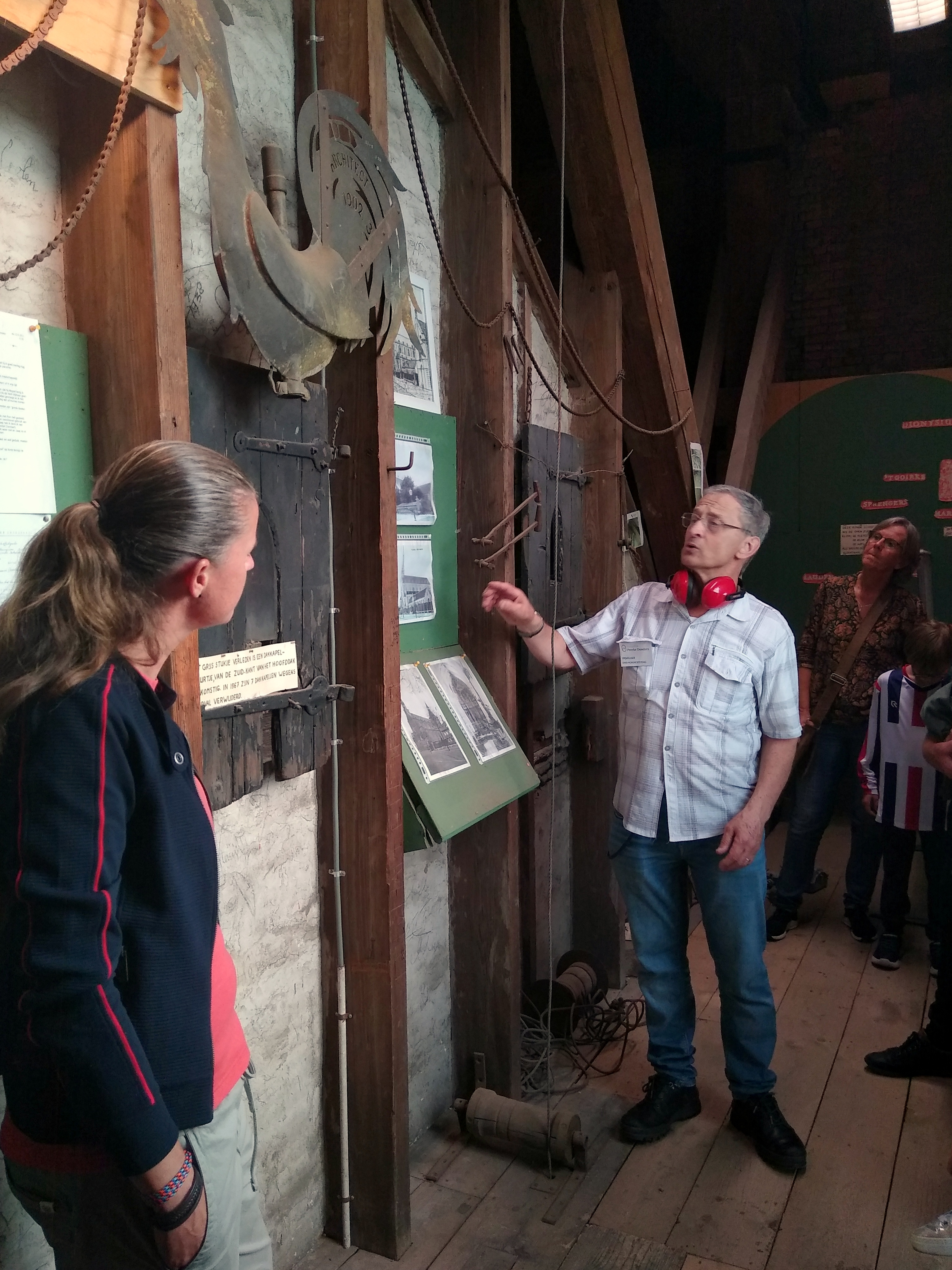
Rondleiding toren, 2022
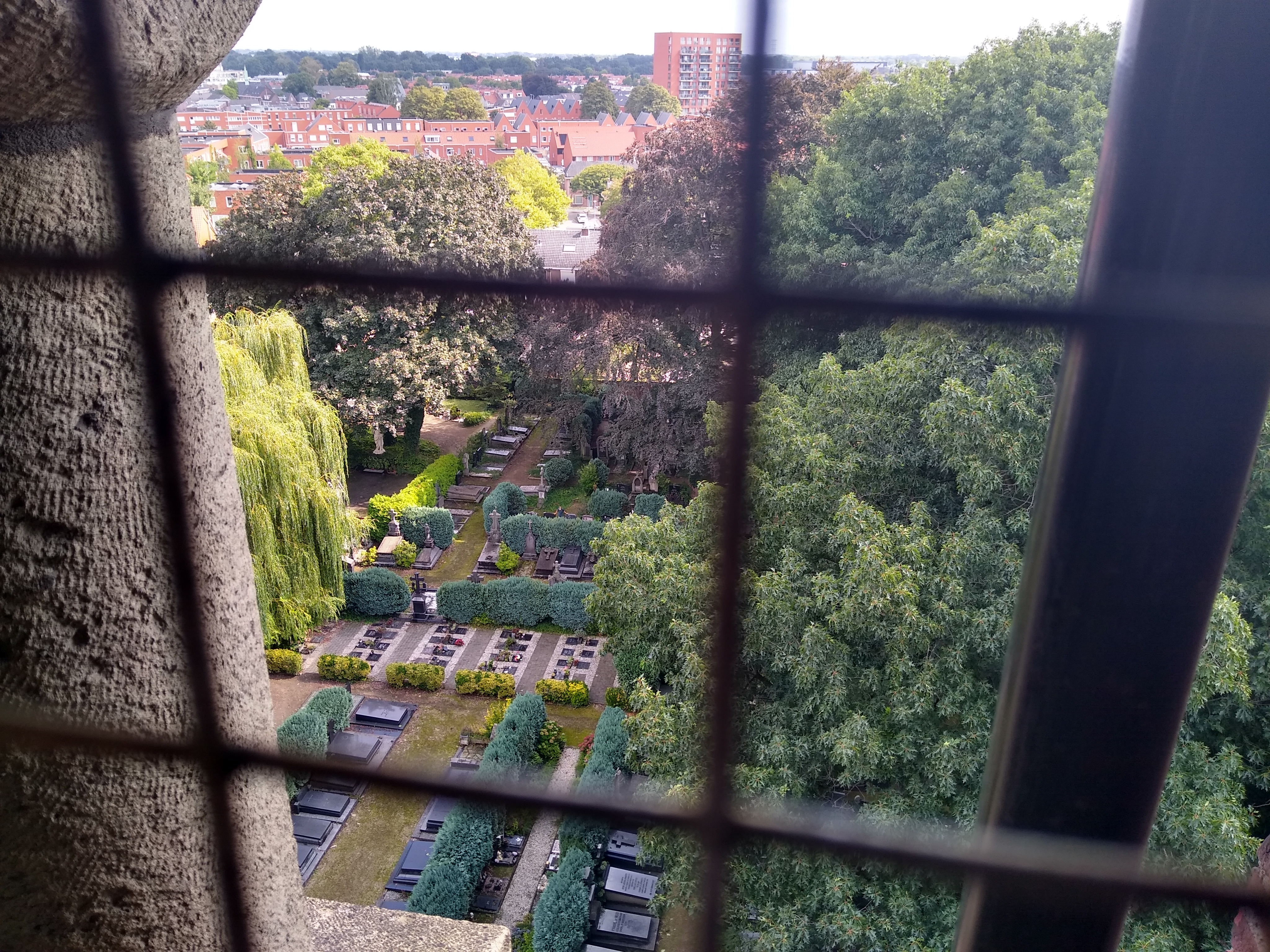
Uitzicht op kerkhof